# Radio Artesanía
Radio Artesanía es una radioemisora chilena de Chimbarongo que inició transmisiones el 28 de diciembre de 1989.

## Historia
El inicio de sus transmisiones comenzaron el día 28 de diciembre de 1989 (35 años) (en su etapa experimental) y sus emisiones definitivas desde el 22 de enero de 1990. Desde sus inicios fue conocida como Dimensión FM y su voz característica hasta principios del año 2000 fue la del destacado locutor chileno Alejandro Ramírez Reeves. Y quien llegó a marcar radio Artesanía y hoy voz ancla es el locutor chileno Cristian Gordon.
En el año 1992 comienza a llamarse Radio Artesanía por duplicidad del nombre anterior con otra emisora.
La radio comenzó a transmitir con una potencia efectiva en antena de 250 W la que se encontraba en los mismos estudios de la comuna de Chimbarongo y su cobertura era lo que correspondía a las comunas de Chimbarongo, Sn. Fernando, Rengo, Curicó, Requinoa y sus alrededores. Su antena fue hasta el año 1998 la más alta de la región emplazada en el plano de una ciudad con 54 metros de altura, ésta cayo dicho año producto de un temporal de viento y lluvia característico de la región en temporada invernal. 
Actualmente Radio Artesanía FM cubre en casi su totalidad la región de O'Higgins, y gran parte de la zona sur de la región del Maule, con sus estudios emplazados en el centro cívico de la comuna de Chimbarongo a un costado de la plaza de armas y su planta transmisora en las alturas del cerro Centinela de la misma comuna. 
Radio Artesanía fue una de las últimas emisoras en ser autorizada por el Ministerio de Transportes y Telecomunicaciones con la antigua normativa válida para Chile (sin límite de años de emisión como en la actualidad que es de 25 años). Sus emisiones en el dial se depositan en el 100.5 de la Frecuencia Modulada.